# Ita Wegman
Pour les articles homonymes, voir Wegman.
Ita Wegman, née le 22 février 1876 à Karawang, et morte le 4 mars 1943 à Arlesheim, est une médecin et la fondatrice de la clinique anthroposophique qui porte son nom à Arlesheim, en Suisse. Elle fut la première responsable de la section médicale de l'université libre de science de l'esprit du Goethéanum, ainsi que la coautrice avec Rudolf Steiner du livre Données de base pour un élargissement de l'art de guérir selon les connaissances de la science spirituelle.

## Biographie

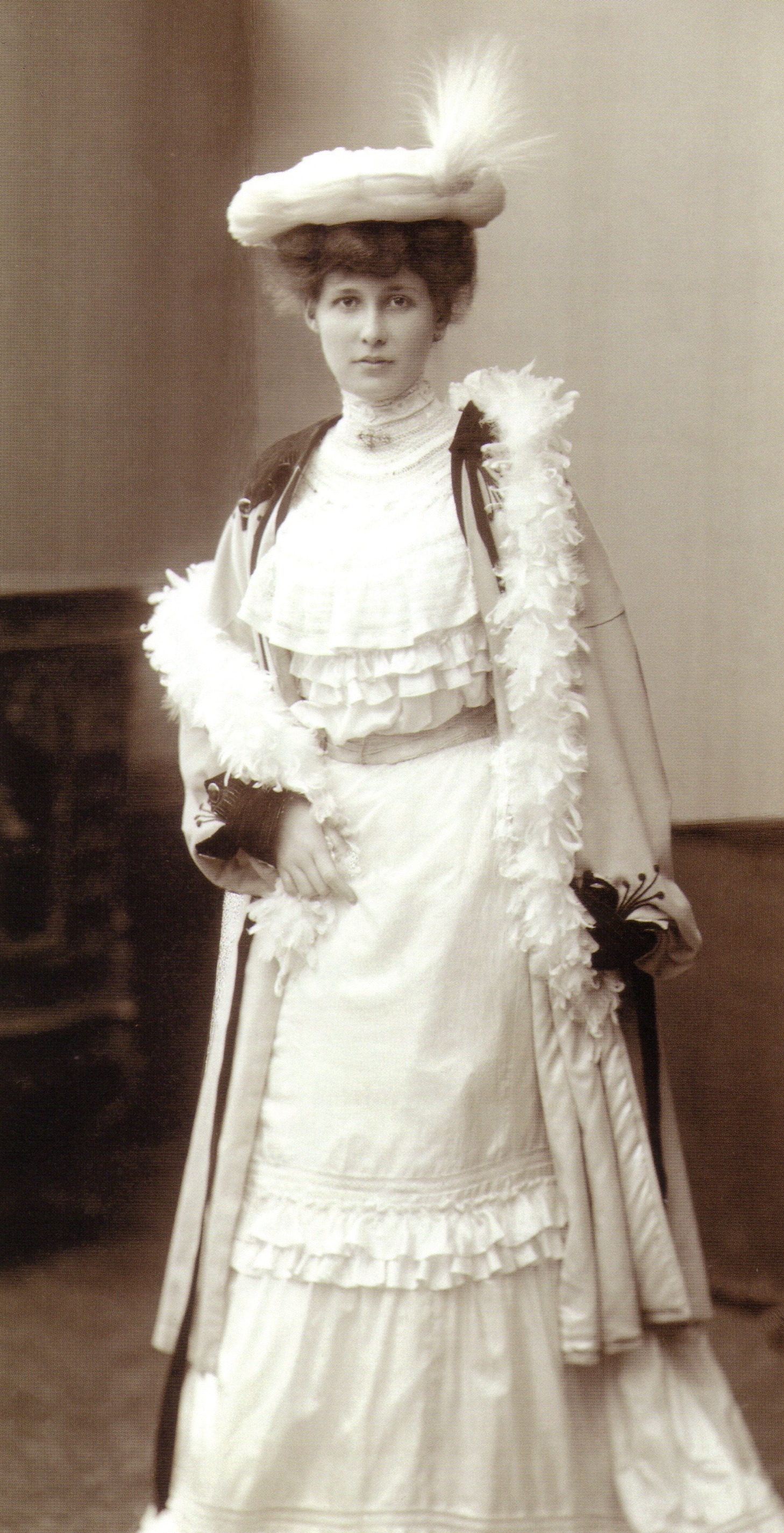
Avant 1900 à Berlin.

Ita Wegman naît d'une famille de colons hollandais à Karawang, à l'ouest de Java. 
Âgée de 20 ans, elle a un premier contact avec la théosophie grâce à son professeur de chant et de piano qui devient son amie. Durant l'été 1902, elle rencontre Rudolf Steiner alors qu'elle va s'inscrire à la Société théosophique de Berlin. Désirant devenir médecin, elle part pour Zurich. Après une spécialisation en gynécologie, elle ouvre son premier cabinet à Zurich le 1er juillet 1917.
Elle fonde à Arlesheim, à proximité de Dornach, une clinique privée qui est inaugurée le 8 juin 1921 et où, avec des collègues, elle développe des méthodes de guérison, basées sur la connaissance globale de l'être humain telle que l'enseigne l'anthroposophie de Rudolf Steiner. Cette première clinique anthroposophique est aujourd'hui appelée « Ita Wegman Klinik ».
Steiner fait à Dornach de nombreux exposés devant un cercle de médecins. Une introduction systématique à cette orientation médicale est rédigée dans un ouvrage, fruit de 11 mois de travail en commun, que Rudolf Steiner coécrit avec Ita Wegman. Steiner finit de corriger les épreuves du livre le 28 mars 1925, deux jours avant de mourir.
Ita Wegman fait partie du premier Vorstand, le premier « comité directeur » de la nouvelle société anthroposophique fondée lors du Congrès de Noël de 1923, aux côtés d'Elisabeth Vreede, Marie Steiner, Albert Steffen, Guenther Wachsmuth et Rudolf Steiner. 
Elle devient en outre la responsable de la section médicale de la Freie Hochschule (Université libre). 
À partir de 1917, Wegman utilise un remède à base de gui en prétendant traiter le cancer, d'après des indications données par Steiner. Un brevet pour ce médicament appelé « Iscar » est pris en 1918. Son amélioration débouche sur un produit diffusé en Suisse et en Allemagne par la société Weleda, l'Iscador, dont l'efficacité contre le cancer n'a  jamais été démontrée. 
En 1934, Ita Wegman ainsi qu'Elisabeth Vreede (1879-1943) sont « suspendues » de leurs fonctions au sein du Vorstand. 
Elles déterminent alors la constitution de L'Union des Groupes anthroposophiques libres. 
Ces groupes délivrent des cartes de membres sans l'aval de Dornach. 
Avec Vreede et d'autres membres importants, elle est exclue du Vorstand le 14 avril 1935, lors de l'assemblée générale de la Société anthroposophique universelle. 
Une grande partie des membres des sociétés anglaise, hollandaise et allemande suivent ces personnalités, si bien qu'il y a, dès 1935, deux sociétés : la société « officielle » regroupée autour d'un Vorstand réduit, composé de Marie Steiner, Albert Steffen, et Günther Wachsmuth, et l'autre, non officielle, dont les membres après leur exclusion demeurent aussi actifs qu'auparavant.
Ita Wegman soutient et impulse de nombreuses initiatives dans le domaine de la thérapie et dans celui de la pédagogie curative, dans les principales capitales d'Europe. 
Pour la pédagogie curative, il faut citer le Sonnenhof où sont pris en charge des enfants handicapés physiquement et mentalement. Elle contribue ainsi au développement de la « médecine » anthroposophique et, à côté de ses autres activités anthroposophiques, elle dirige sa clinique jusqu'à sa mort en 1943.

## Publication
- Rudolf Steiner et Ita Wegman, Données de base pour un élargissement de l'art de guérir selon les connaissances de la science de l'esprit, Éditions Triades, 1978

### Traduction
- (de) Cet article est partiellement ou en totalité issu de l’article de Wikipédia en allemand intitulé « Ita Wegman » (voir la liste des auteurs).